# Justo Bolekia Boleká
Justo Bolekia Boleká (Santiago de Baney, 13 de desembre de 1954), és un filòleg, escriptor, polític i lingüista de Guinea Equatorial. És un dels màxims exponents de la literatura en castellà al seu país, a més a més d'un dels acadèmics més rellevants situats en el moviment panafricanista a Espanya.

## Biografia
Bolekia va néixer a Santiago de Baney (província de Bioko). Va cursar estudis universitaris a la Universitat Complutense de Madrid, obtenint el títol de Doctor en Filologia Moderna el 1986. Des del 8 de juny de 2007 és Doctor per la Universitat de Salamanca i Premi Extraordinari de Doctorat per aquesta mateixa universitat.
Va ser Catedràtic Interí de Filologia Francesa a la Universitat de Salamanca entre 1987 i 1990, quan va obtenir una plaça de Catedràtic de Filologia Francesa a Salamanca. També ha exercit com a Director de l'Escola Universitària d'Educació d'Àvila. Ha publicat nombrosos llibres d'assaig i poesia.
La seva obra ha estat objecte d'estudi per part de professors estatunidencs interessats en la producció literària afrohispana, i ha estat inclòs en antologies poètiques (Literatura de Guinea Ecuatorial, de Donato Ndongo-Bidyogo i Mbare Ngom Faye, 2000; Nueva antología de la literatura de Guinea Ecuatorial, de Mbare Ngom i Gloria Nistal, 2012; La voz y la escritura 2006: 80 nuevas propuestas poéticas, 2006). Autor també d'articles com Panorama de la Literatura en español en Guinea Ecuatorial, publicat en El español en el mundo. Anuario del Instituto Cervantes, 2005.

### Vida política
En política ha estat responsable de Demòcrates pel Canvi per a Guinea Equatorial y Delegat Permanent a l'Exterior del MAIB (Moviment per a l'Autodeterminació de l'Illa de Bioko), en oposició al règim de Teodoro Obiang.

## Algunes obres[3]

### Articles
- El aumento o actualizador definido en lengua bubi (en "Muntu, Revue scientifique et Culturelle", n.7, Gabon, 1987)
- Panorama de la literatura en español en Guinea Ecuatorial (en Anuario del Instituto Cervantes, 2005)
- La Realidad Literaria y Lingüística de Guinea Ecuatorial (en El Fingidor nº 19-20, mayo-diciembre de 2003, Revista de Cultura)
- Literatura Francófona Africana (en Pueblos nº 2003, Revista de Información y Debate. ISSN 1577-4376)
- Etc.

### Tesis Doctorals
- Aspectos lingüísticos y sociolingüísticos del bubi del noreste (tesis doctoral, Editorial de la Universidad Complutense de Madrid, 1988)
- La enculturación bubi desde los préstamos del pidgin-english. Procesos de lexicalización progresiva (Universidad de Salamanca, 2007)

### Llibres d'Assaig
- Curso de Lengua Bubi, (ISBN 84-7232-608-X Centro Cultural Hispano-Guineano, 1991)
- Antroponimia bubi. Estudio Lingüístico (1994)
- Narraciones bubis. Otra morfología del cuento africano (1994)
- Breve diccionario bubi-castellano y castellano-bubi (1997)
- Aprender el bubi. Método para principiantes (1999)
- Lenguas y Poder en África (2001)
- Aproximación a la historia de Guinea Ecuatorial (2003)
- Cuentos bubis de la isla de Bioko (2003)
- La Francofonía. El nuevo rostro del colonialismo en África (2005)
- Poesía en lengua bubi (Antología y estudio) (2007)
- Lingüística bantu a través del bubi (2008)
- La Francofonía. El nuevo rostro del colonialismo en África. 2ª edición corregida y ampliada (2008)
- Diccionario español-bubi/Ë ribúkku ra balláa béböbé-lëëpanná (2009)

### Poesia
- Löbëla (1999)
- Ombligos y raíces. Poesía africana (2006)
- Las reposadas imágenes de antaño (2008)
- Los callados anhelos de una vida (2012)

### Llibres col·lectius
- Lenguas para fines específicos IV. Investigación y enseñanza (1996)
- Ciencia y memoria de África: actas de las III Jornadas sobre Expediciones científicas y africanismo español, 1898-1998 (2002)
- Literatura de Guinea Ecuatorial (Antología) (2000)
- La Recuperación de la Memoria. Creación cultural e identidad nacional en la literatura hispano-negroafricana (2004)
- La Voz y la Escritura. Antología 2006 (2006)
- Etnias, Estado y Poder en África (2005)
- De Boca en Boca. Estudios de Literatura Oral de Guinea Ecuatorial (2004)
- De Promisión (2007)
- El Futuro de las Lenguas. Diversidad frente a Uniformidad (2008)
- Un mundo de relatos. Antología (2009)
- Caminos y veredas: narrativas de Guinea Ecuatorial (2011)
- Nueva antología de la literatura de Guinea Ecuatorial (2012)
- Los mejores poemas de amor (2013)
- Amores infieles. En el salón de las voces vírgenes (2014)